# 近代豪俠傳
《近代豪俠傳》（英語：When the Legend Dies），是香港無綫電視拍攝製作的古裝劇集，於1976年11月5日首播，共12集。主題曲《近代豪俠傳》由顧嘉煇作曲兼編曲、黃霑填詞、關正傑主唱。

## 內容
近代豪俠是清末民初俠客故事，其中首集為《大刀王五》，而此集無線就跟對台麗的電視鬧雙胞。 
1976年TVB拍《近代豪俠傳》，剛好麗的電視拍《十大刺客》，其中一位刺客故事就是《大刀王五》，由羅石青演王五。TVB不甘被截糊，所以緊急在11月5日將TVB《大刀王五》播出街，結果當年兩套《大刀王五》同一星期對打收視。

## 演員表

### 大刀王五
- 劉松仁 飾 譚嗣同
- 王青 飾 王五
- 劉國誠 飾 李二
- 楊盼盼 飾 章桂英
- 葉尚華 飾 皮君勉
- 羅卡 飾 林旭
- 丁羽 飾 楊鋭
- 江毅 飾 袁世凱

### 石達開與四姑娘
- 繆騫人 飾 韓四姑娘
- 夏雨 飾 石達開
- 招振強 飾 張平
- 張英才 飾 韋昌輝
- 張午郎 飾 白總管
- 馬劍棠 飾 尤菊軒

### 秋瑾
- 韓馬利 飾 秋瑾
- 黃允財 飾 徐錫麟
- 梁漢輝 飾 王廷鈞
- 羅國維 飾 恩銘
- 李國麟 飾 岑就
- 張雷 飾 王金發
- 鄭麗芳 飾 吳芝瑛

### 小鳳仙
- 劉松仁 飾 蔡鍔
- 狄波拉 飾 小鳳仙
- 李道洪 飾 龔永
- 何壁堅 飾 袁世凱
- 李家鼎 飾 雷烈
- 江圖 飾 楊度
- 羅浩楷 飾 袁乃寬

### 太極陳
- 關海山 飾 太極陳
- 談泉慶 飾 郭劎南
- 高崗 飾 方大翁
- 李家鼎 飾 蒲大俊虎
- 施明 飾 蒲芳子
- 馮毅 飾 蒲敬一

### 洪文定刺殺嘉慶皇
- 關聰 飾 洪文定
- 麥先聲 飾 嘉慶皇帝
- 金雷 飾 林清
- 李克勤 飾 李文成
- 陳東 飾 洪熙官
- 馬慶生 飾 英和

### 樁米六與林則徐
- 劉國誠 飾 樁米六
- 江文聲 飾 林則徐
- 鄭有國 飾 許乃齋
- 羅浩楷 飾 庾體群

### 雙槍王英
- 高妙思 飾 王英
- 李道洪 飾 關振
- 羅國維 飾 蒲義
- 何家慧 飾 鍾小蘭

### 馬永貞
- 黃元申 飾 馬永貞
- 關海山 飾 雷權雲
- 焦雄 飾 唐龍
- 林慧玲 飾 馬素貞

### 馬素貞
- 黃韻詩 飾 馬素貞
- 關海山 飾 雷權雲
- 焦雄 飾 唐祖發
- 高妙思 飾 王英
- 高崗 飾 高仁山

### 林世榮
- 徐廣林 飾 林世榮
- 施明 飾 阿珍
- 麥先聲 飾 鳳山將軍
- 廖偉雄 飾 李參軍
- 黃思恩 飾 陳少白
- 馬慶生 飾 楊鶴齡

### 燕子李七
- 關海山 飾 李七
- 石堅 飾 齊雲峯
- 韋以茵 飾 齊小媚
- 鍾志強 飾 中村
- 鄭則仕 飾 板田
- 馬劍棠 飾 李少堂